# Nocturnes
Nocturnes – drugi album zespołu Uh Huh Her. Album wydany został 11 października 2011 roku na całym świecie. Jak na razie płyta posiada jeden singiel i teledysk „Another Case”.
Utwór „Same High” pojawił się również na soundtracku komediodramatu Wszystko w porządku.

## Lista utworów
1. „Marstorm” – 4:02
2. „Another Case” – 3:24
3. „Disdain” – 2:48
4. „Wake To Sleep” – 4:09
5. „Human Nature” – 4:28
6. „Many Colors” – 2:27
7. „Debris” – 2:45
8. „Criminal” – 4:13
9. „Same High” – 3:57
10. „Darkness Is” – 3:34
11. „Time Stands Still” – 4:11